# Bleisulfochromatgelb
Bleisulfochromatgelb ist ein Gemisch aus Blei(II)-chromat (PbCrO4) und Blei(II)-sulfat (PbSO4). Der Anteil von Bleichromat liegt bei etwa 61–76 %, der des Bleisulfats bei 20–38 %. Bleisulfochromatgelb ist im Colour Index unter C.I. Pigment Yellow 34:1 gelistet und wird auch als Chrome Yellow Light bezeichnet.

## Sicherheit
Bleisulfochromatgelb gilt als karzinogen und reproduktionstoxisch und wird deshalb in Europa nicht mehr verwendet.